# Santiago Adamini
Santiago Adamini (Palermo, Buenos Aires, 25 de febrero de 1895-Villa Urquiza, 21 de abril de 1969) fue un  periodista, autor, guitarrista, compositor y poeta argentino de larga trayectoria en el país.

## Carrera
Guitarrista en sus comienzos y autor después, Santiago Adamini fue un notable compositor de tangos y poeta de música folclórica de 1920. Considerado como uno de los pioneros del chamamé fue integrante de la "guardia vieja" del tango, en la década del 20 comienza a componer obras que musicalizaban sus amigos, entre ellos Anselmo Aieta.
Autor de cerca de 100 obras  en colaboración con artistas como Julio de Caro, Floreal Ruiz, Enrique Delfino, Florindo Sassone y Francisco Rotundo.
Compone temas folclóricos con Los Hermanos Simón y Don Sixto Palavecino. Vinculado a los pioneros del chamamé a principios de los '40, tiene una larga lista de colaboraciones con artistas como Emilio Chamorro, Luis Ferreyra, Pedro Sánchez, Ernesto Montiel, Juan Ayala, Tarragó Ros, Damasio Esquivel, Ramón Méndez, Julio Chapo, Prudencio Giménez, Polito Castillo, Herminio Giménez, Carlos Gualberto Meza, Odilio Godoy, entre otros.
A mediados de la década del '50 en adelante fue director artístico de la grabadora Odeón (luego pasó a ser "Emi Odeón" y al último "Emi" tan solo). Posteriormente fundó junto a Alfredo De Angelis la "Unión Argentina de Autores y Compositores". Ocupó el cargo de presidente de  SADAIC ("Sociedad Argentina de Autores y Compositores de Música"), desde 1958 a 1964, donde se inaugura "El museo del Tango", exhibiéndose instrumentos musicales y efectos que pertenecieron a los grandes de la canción ciudadana, entre ellos, Julio de Caro, Eduardo Arolas y Francisco Canaro.
Fue entre otras cosas bailarín de tango de "El Cachafaz" (Ovidio José Bianquet), director y organizador de Mai (los discos Pampa, Pathé, Columbia), presidente del Consejo Panamericano  de la segunda reunión panamericana sobre derecho de autor y director propietario de la revista Vida Actual.

## Fallecimiento
El compositor Santiago Adamini falleció el lunes 21 de abril de 1969 víctima de una larga enfermedad. Sus restos descansan en el panteón de SADAIC del Cementerio de la Chacarita. Tenía 74 años.

## Temas populares
- Tras cartón (su primer tango), grabado por Carlos Gardel, con música de Oviedo Bianquet.
- Trasnochando, con música de Armando Baliotti, junto a Orquesta de Osmar Maderna. Popularizado por el cantante Ángel Vargas.
- Señores soy del centro
- A las siete en el café, con la orquesta de Miguel Caló.[6]
- El cocherito.
- Me dicen el correntino
- Mírame Chamamé, con música de Tránsito Cocomarola.
- Guaraní, con música de José M. Salvador "Zaracho.
- Mirar
- A una Virgen Guaraní
- Panambí
- Esquer Zelaya
- Guaynita del Alma
- Llora corazón
- Mi primer amor
- Mi corazón
- Mi esperanza está perdida
- Por el Río Paraná
- Prisionero
- Dios
- Corrientes
- Tierra colorada
- Mi Paraguay
- Que divina eres